# Bombardowanie Warszawy (1914–1915)

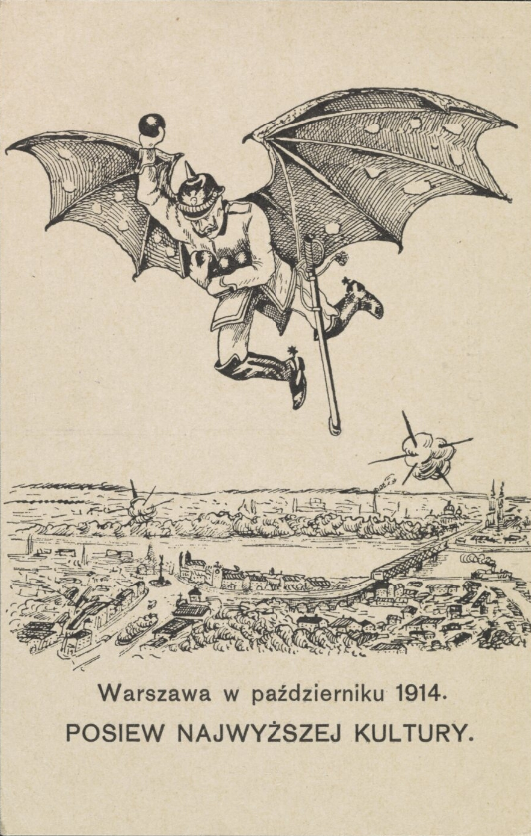
Posiew najwyższej kultury. Warszawa w październiku 1914. Karykatura polityczna przedstawiająca cesarza Niemiec i króla Prus Wilhelma II jako skrzydlatego potwora bombardującego miasto

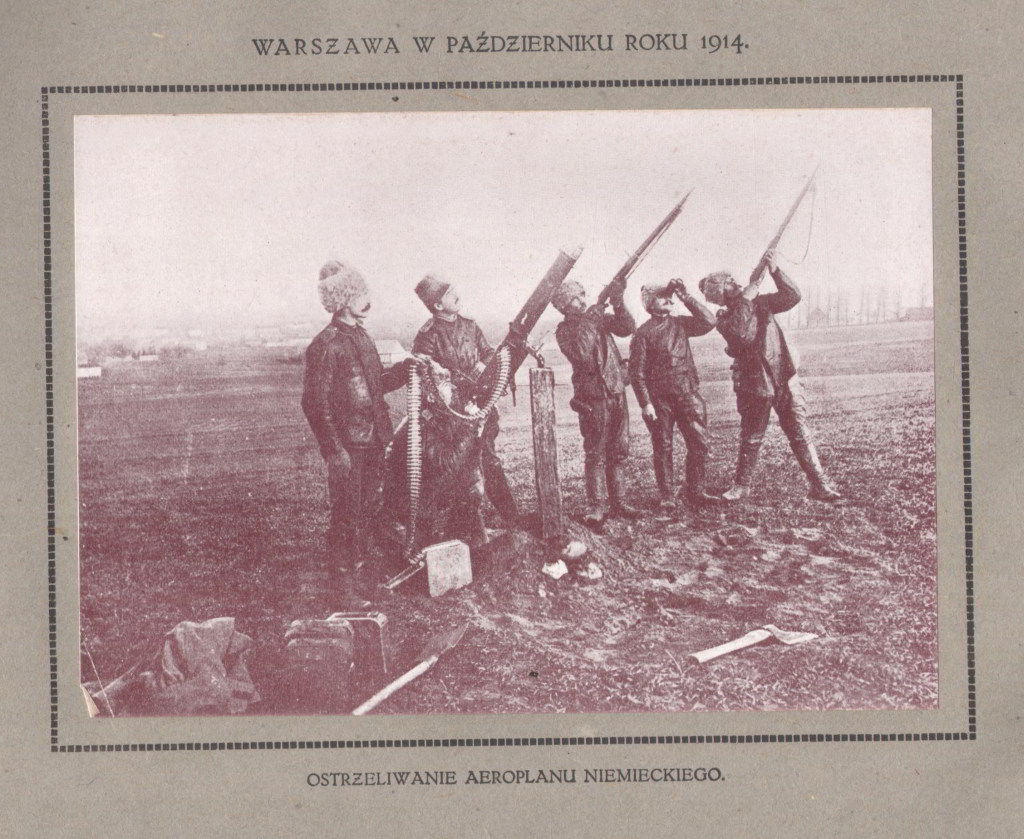
Zdjęcie propagandowe z października 1914 przedstawiające rosyjską obronę przeciwlotniczą w Warszawie gotową do ostrzeliwania niemieckich aeroplanów

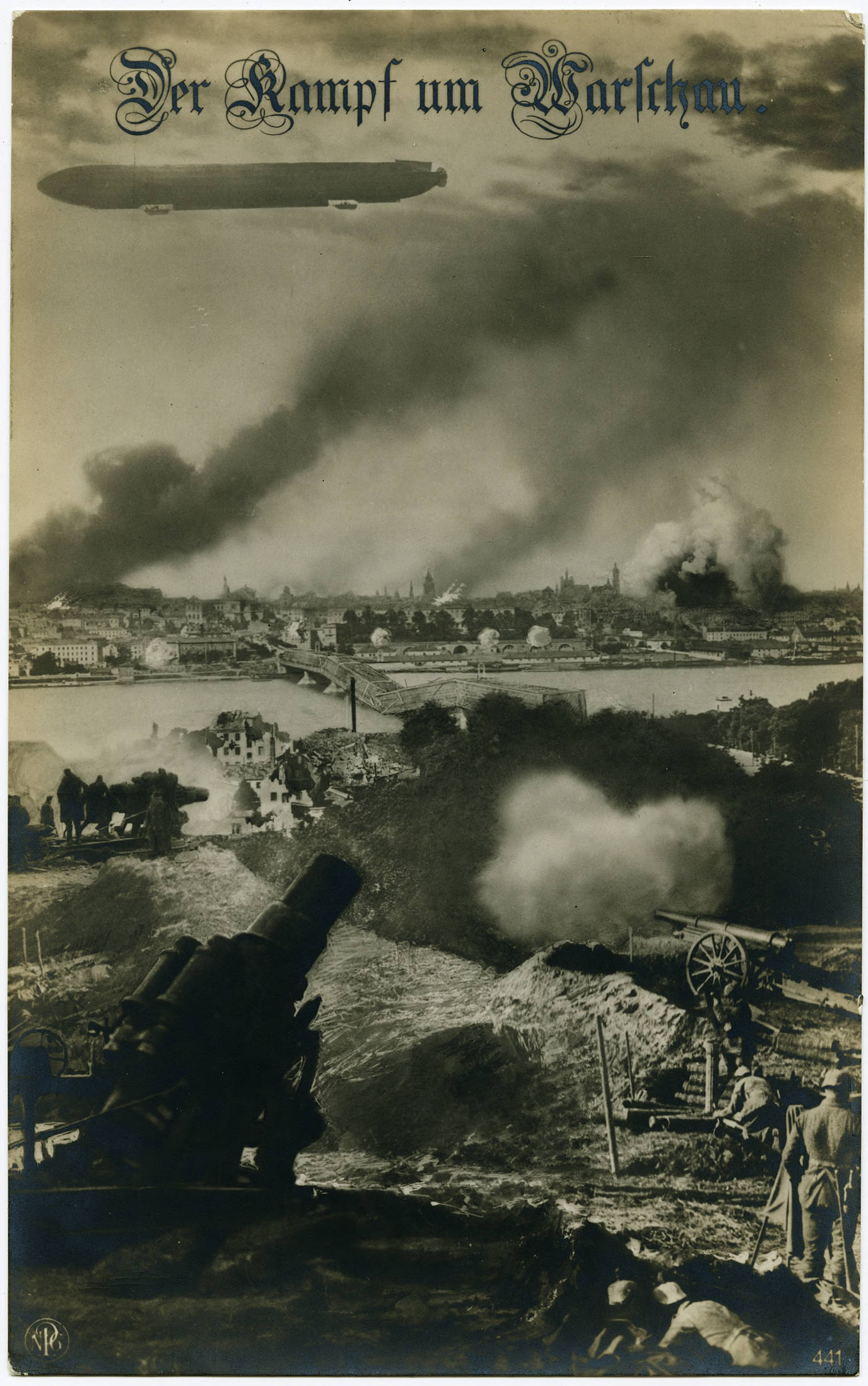
Niemiecka pocztówka przedstawiająca fikcyjny ostrzał Warszawy przy użyciu między innymi sterowca i 205 mm moździerza Škoda

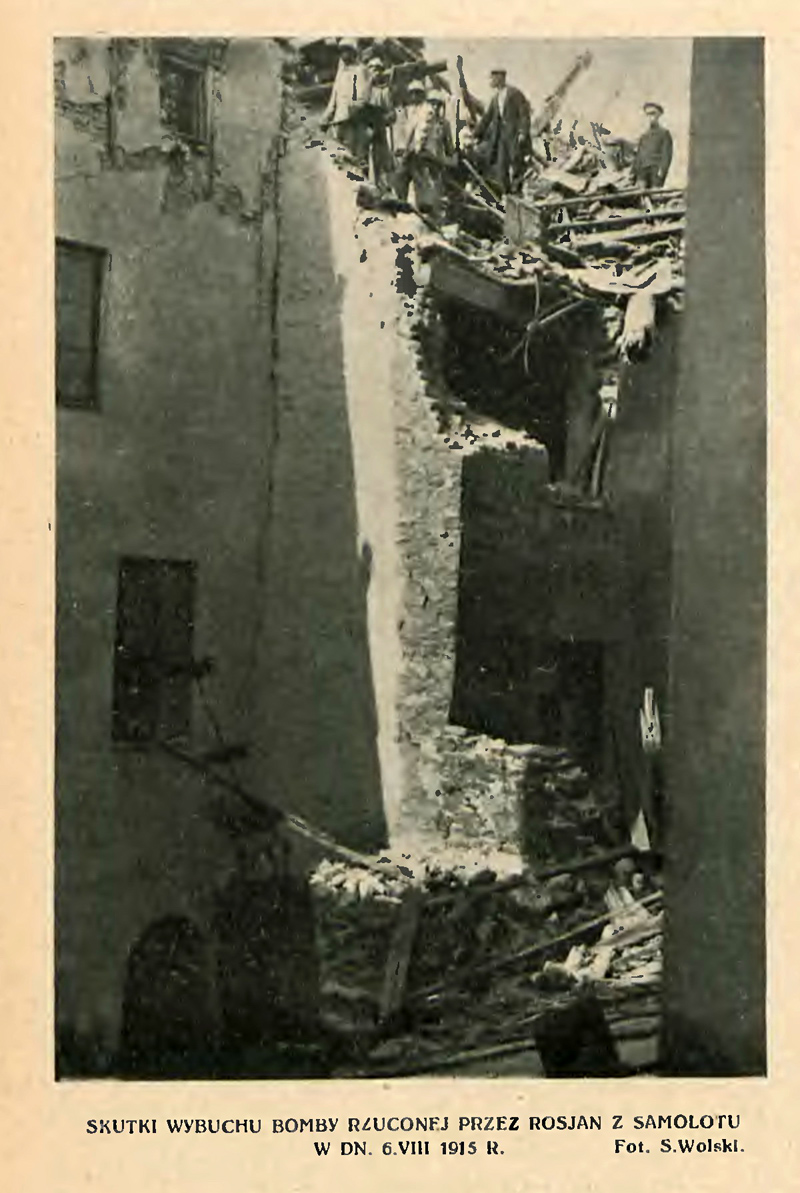
Skutki wybuchu bomby na Starym Mieście rzuconej przez Rosjan z samolotu w dniu 6 sierpnia 1915

Bombardowanie Warszawy – naloty na Warszawę w latach 1914–1915 przeprowadzone przez niemieckie i rosyjskie siły powietrzne podczas I wojny światowej.
Do sierpnia 1915 miasta broniła rosyjska artyleria przeciwlotnicza wchodząca w skład Warszawskiego Okręgu Wojskowego. Została ona rozmieszczona w niektórych fortach Twierdzy Warszawa, a na przedpolu miasta znajdowały się punkty obserwacyjne.
Po zajęciu Warszawy przez wojska niemieckie kilku nalotów na miasto dokonali Rosjanie.

## Pierwszy nalot
26 września 1914, niemal dwa miesiące po wybuchu „Wielkiej Wojny”, o godzinie 5:00 rano nad stolicą Królestwa Kongresowego pojawił się niemiecki sterowiec, który szybował od zachodu na linii Kolei Warszawsko-Wiedeńskiej. Obrona przeciwlotnicza podjęła walkę; po stronie rosyjskiej byli zabici i ranni. Niemieckie „cygaro” zrzuciło dwie bomby, z których jedna nie wybuchła, a druga zniszczyła budkę i słup telefoniczny.

Jedna z mieszkanek Warszawy tak opisała niemiecki nalot (pisownia oryginalna): 

Dziś rano obudziłam się nagle. W pokoju zaledwie świtało [...]. Z oddali doszedł mnie w poranku jakiś głuchy turkot, a w ślad za tym zagrzechotało coś bardzo blisko i bardzo mocno, jakby kto drzewem o drewno mocno uderzał. [...] Obudziłam Zosię, która ma zawsze głód wrażeń. Zosia pobiegła do okna i przekonawszy się o zupełnym spokoju naokół, domyśliła się wreszcie wraz ze mną, że to na Mokotowskim Polu strzelają do niemieckich aeroplanów. Byłyśmy jednak na tyle roztargnione, i na tyle śpiące, że nie poszłyśmy do okien i podniosłyśmy rolety, no i straciłyśmy widok wielkiego, oświetlonego zeppelina, który latał nad Warszawą, i do którego walili bez skutku z armat i z karabinów. Była to pierwsza wizyta zeppelina w Warszawie. Mam smutną nadzieję, że nie ostatnia. Według różnych wersji, było trzy, a nawet pięć zeppelinów i rzucały bomby na most Kolei Nadwiślańskiej i na wiadukt na Kaliskiej [...].

Rosyjski komendant Twierdzy Modlin złożył meldunek dowódcy frontu, w którym poinformował, że forteczne baterie kolejno otwierały ogień do zeppelina, oddając kilkaset strzałów, ale bez efektu. Gazety informowały, że sterowiec został zestrzelony w okolicach Ciechanowa.

## Pozostałe naloty w 1914
- 27 września niemiecki samolot zrzucił bombę na fort Aleksieja (obecnie fort Traugutta), nie wyrządziła ona szkód[1].
- 10 października w wyniku nalotu rany odniosło 16 osób, przy czym gazety nie podały, czy był to sterowiec, czy samolot[2].
- 16 października bomby zrzucone z zeppelina spadły między innymi na ulice Chłodną i Okopową oraz na nieistniejący obecnie Dworzec Wiedeński. Rannych zostało 46 osób[2]; łącznie tego dnia Niemcy zrzucili na miasto 15 bomb[1].
- 19 października niemiecki sterowiec zbombardował posesję przy ulicy Pawiej 25[2]. Dwanaście bomb spadło na ulice Bracką, ponownie na Chłodną, Dziką, Aleje Jerozolimskie, Mazowiecką, Nalewki, Nowiniarską i Ogrodową[4] oraz na Pragę[2]. Zginęło 18 osób, a 38 zostało rannych – był to najtragiczniejszy nalot na miasto[4].
- 22 października bomba z zeppelina spadła przed budynkiem konsulatu amerykańskiego[2].
- 26 października pojawił się zeppelin, który zrzucił ulotki nawołujące rosyjskich żołnierzy do poddania się, z zapewnieniem godziwych warunków w obozach jenieckich[4].

Naloty w październiku odbywały się w czasie bitwy pod Warszawą i Dęblinem między wojskami rosyjskimi a niemiecko-austriackimi.
- 29 listopada zbombardowano plac Zielony (obecnie Dąbrowskiego) uszkadzając nieistniejący dziś pomnik oficerów-lojalistów poległych w Noc Listopadową[2].
- 21 grudnia w wyniku nalotu odnotowano osiem wybuchów – 1 osoba została zabita, a 2 poważnie ranne[2].

## Podsumowanie nalotów w 1914
Doktor Józef Zawadzki w książce wydanej w 1937 z okazji 35-lecia pogotowia ratunkowego tak podsumował niemieckie naloty w 1914 (pisownia oryginalna): 

Bomby w ciągu 1914 r. były zrzucane przez lotników niemieckich z wysokości 1000 do 1500 metrów, zazwyczaj napełnione prócz masy wybuchowej opiłkami i kawałkami metalu. Rzucano je, mając na celu przecięcia komunikacji lub też w celu zniszczenia gmachów państwowych. Stwierdzić jednak należy, że nigdy nie osiągnęły zamierzonego celu, natomiast raniły wyłącznie prawie niewinną ludność miasta.

W grudniu 1914 w jednodniówce ukazał się artykuł, który w bardzo ostrym tonie potępiał bombardowania dokonywane przez Niemców (pisownia oryginalna): 

Nowożytni Hunnowie wzięli sobie za zadanie systematycznie terroryzować bezbronną ludność kwitnących miast przez rzucanie niszczących bomb ze swoich udoskonalonych aeroplanów i Zeppelinów. Ufni, iż kule ich nie dosięgną, krążą oni na swoich napowietrznych statkach, jak sępy krwiożercze, wypatrując, gdzie bezkarnie mogą nieść postrach i wyrządzać nieobliczalne szkody. Pomimo protestów cywilizowanego świata – djabelska robota bandytów napowietrznych nie ustaje. Przeszkodą dla nich jest tylko mróz lub silna mgła i deszcze. Z nastaniem pogody powtarzają swoje zbójeckie występy. W wynaturzonych swoich mózgach opracowują niemcy śmiałe plany podboju świata przez niszczenie środowisk cywilizacyjnych właśnie za pomocą rzucania bomb z aeroplanów i Zeppelinów. Jak w przepowiedniach starodawnych o Antychryście, że ukaże się on na wozie ognistym, tak w rzeczywistości niemcy, na oświetlonych w nocy Zeppelinach, ukazują się oczom naszym, budząc w nas nienawiść.

Według danych warszawskiego pogotowia ratunkowego w czasie nalotów w 1914 udzielono pomocy 104 ofiarom, 27 rannych przewieziono do szpitali (16 zmarło). Jeśli doliczyć zmarłych na miejscu, liczba zabitych wyniosła około 40 osób.

## Naloty w 1915
W styczniu 1915 Rosjanie wzmocnili obronę przeciwlotniczą tworząc wokół miasta (między innymi w Wyszogrodzie, Grójcu i Górze Kalwarii) sieć 19 posterunków wywiadowczych i 18 obserwacyjnych. Na lotnisku mokotowskim zaczęło stacjonować 6 myśliwców. 
W 1915 nalotów na Warszawę było zdecydowanie mniej. 7 lutego niemiecki samolot zbombardował okolice ulicy Nowy Świat, a 14 i 16 lutego sterowiec zaatakował mosty na Wiśle. Niemcy bombardowali jednak głównie podwarszawskie miejscowości. 
5 sierpnia 1915 do Warszawy wkroczyli żołnierze Armii Cesarstwa Niemieckiego. W tej nowej sytuacji rosyjskie lotnictwo przystąpiło do bombardowań miasta. 6 sierpnia rosyjska bomba spadła na domy przy ulicy Wąski Dunaj na Starym Mieście, zabijając 1 i raniąc 4 osoby. 11 sierpnia rosyjski samolot zrzucił bombę przy ulicy Ptasiej 4, wyrządzając szkody w mieszkaniach i raniąc 3 osoby – był to ostatni nalot na Warszawę w czasie I wojny światowej.